# Mohamed Sobhi (football, 1999)
Cet article concerne le footballeur égyptien né en 1999. Pour le footballeur égyptien né en 1981, voir Mohamed Sobhy (football, 1981).
Mohamed Sobhi, né le 17 juillet 1999, est un footballeur international égyptien qui évolue au poste de gardien de but au Zamalek SC.

## Biographie

### Carrière en club
Mohamed Sobhi fait ses débuts professionnels avec le son club formateur Petrojet FC le 27 avril 2018 lors d'une défaite 2-1 contre Al Entag Al Harby.

### Carrière en sélection
Le 30 janvier 2022, il honore sa première sélection contre l'équipe du Maroc en remplaçant Gabaski à la 96e minute du match comptant pour les quarts de finale de la Coupe d'Afrique des nations 2021. En décembre 2023, il est retenu dans la liste des vingt-sept joueurs égyptiens sélectionnés par Rui Vitória pour disputer la Coupe d'Afrique des nations 2023.

## Palmarès

### En sélection
- Vainqueur de la Coupe d'Afrique des nations des moins de 23 ans 2019 avec l'équipe d'Égypte olympique.

### Distinctions personnelles
- Élu meilleur gardien de la Coupe d'Afrique des nations des moins de 23 ans 2019.